# Prix Viareggio
Le prix Viareggio est un prix littéraire italien fondé en 1929 dans la ville éponyme par Leonida Rèpaci, Alberto Colantuoni et Carlo Salsa.
Le jury décerne aussi le prix international Viareggio-Versilia, donné chaque année à une personnalité connue qui se dévoue à la communication entre les peuples, le progrès social et la paix.

## Histoire
La motivation de la création du nouveau prix fut rédigée par Rèpaci, auteur de Storia dei fratelli Rupe ; il écrivit :
« Nous, ceux qui le fondent, voulons créer un prix qui serait de plus grande envergure que le prix Bagutta, né il y a quelques mois dans le restaurant Pepori à Milan et prédestiné à une vie de cercle prestigieux. Nous voulons (...) le faire connaître dans la société littéraire italienne bien plus que le Bagutta, et construire autour de lui, avec prudence, une possibilité de rencontre et de reconnaissance de toutes ces forces, tous les témoignages qui ont subi la pression idéologique de la dictature (...). Il suffisait que parmi les fondateurs se trouvait le soussigné (le souvenir de la prison de Palmi m'était encore très vif, ainsi que ceux de mon activité journalistique sur la presse anti-fasciste jusqu'à la fin août 1925), pour que le prix soit perçu en tant qu'anti-conformiste et pour qu'il rassemble la sympathie de ceux que la dictature était en train d'isoler et de paralyser pour ensuite les asservir. »
Luigi Pirandello et Massimo Bontempelli assistèrent à la première remise du prix. Le premier millésime fut remporté par Lorenzo Viani (Ritorno alla patria, publié chez la maison d'édition de Mussolini, Alpes), ex aequo avec Anselmo Bucci (Il pittore volante, ed. Ceschina).
En 1931, Lando Ferretti remplaça Répaci, et à partir de 1934 c'est Galeazzo Ciano qui supervise le prix.
L'attribution du prix Viareggio fut suspendue pendant la guerre et repris tout de suite après, selon la volonté de Rèpaci. Celui-ci s'occupera du prix jusqu'à sa mort en 1985.
Le choix du lauréat de presque tous les prix, depuis du premier, furent très polémiques, à cause des interventions de Rèpaci dans les décisions du jury, bien que ce fût lui-même qui en sélectionnait les membres.
Ainsi par exemple, en 1946 le jury avait choisi de donner le prix à Umberto Saba, mais quand Rèpaci sut que Giacomo Debenedetti l'avait déjà annoncé au poète, il reconvoqua le jury et ne les laissa partir que jusqu'ils aient attribué le prix à Saba pour Il canzoniere ex aequo avec le Pane duro de Silvio Micheli, tous les deux publiés chez Einaudi.
En 1947 surgit une autre polémique. Tout le monde était convaincu que le vainqueur serait Alberto Moravia, mais ce fut Antonio Gramsci qui gagna pour son Quaderni dal carcere, alors que les règles du prix Viareggio stipulaient qu'il ne pouvait être donné qu'aux auteurs vivants (Gramsci est mort en 1937).
Plusieurs lauréats ont envoyé au jury des réponses devenues célèbres. Ainsi, d'Italo Calvino envoya en 1957 ce télégramme :
« Trouvant l'époque des prix littéraires définitivement finie, je renonce au prix parce que je ne me sens pas en l'état de continuer à avaliser des institutions désormais vides de sens. »
Entretemps, il y eut beaucoup de critiques lors de l'ajout au prix, l'objet lui-même, de chiffres et de texte, jugés superflus.
Après la mort de Rèpaci les organisateurs du prix furent Natalino Sapegno et Cesare Garboli (ce dernier jusqu'à sa mort en avril 2004).
Le prix est aujourd'hui divisé en quatre sections : Opera prima (première œuvre), Narrativa, Poesia et Saggistica (essai). Pour chacun sont désignés un nombre variable de finalistes, parmi lesquels sont choisis cinq œuvres (le fameux cinquine). Enfin, on choisit le vainqueur parmi ces cinq livres.

## Liste des lauréats

### Années 1930
- 1930 : Anselmo Bucci, Il pittore volante et Lorenzo Viani, Ritorno alla patria
- 1931 : Corrado Tumiati, I tetti rossi
- 1932 : Antonino Foschini, L'avventura di Villon
- 1933 : Achille Campanile, Cantilena all'angolo della strada
- 1934 : Raffaele Calzini, Segantini, romanzo della montagna
- 1935 : Mario Massa, Un uomo solo et Stefano Landi, Il muro di casa
- 1936 : Riccardo Bacchelli, Il rabdomante
- 1937 : Guelfo Civinini (it), Trattoria di paese
- 1938 : Vittorio Giovanni Rossi, Oceano et Enrico Pea, La Maremmana
- 1939
  - Roman : Arnaldo Frateili, Clara fra i lupi et Orio Vergani, Basso profondo
  - Essai : Maria Bellonci, Lucrezia Borgia

### Années 1940
- de 1940 à 1945 : non décerné à cause de la guerre
- 1946 : 
  - Roman : Silvio Micheli, Pane duro
  - Poésie : Umberto Saba, Il canzoniere
- 1947 : Antonio Gramsci, Lettere dal carcere
- 1948 : 
  - Roman (ex aequo) : Aldo Palazzeschi, I fratelli Cuccoli et Elsa Morante, Menzogna e sortilegio
  - Poésie : Sibilla Aleramo,Selva d'amore
- 1949 : Arturo Carlo Jemolo, Stato e Chiesa in Italia negli ultimi cento anni et Renata Viganò, L'Agnese va a morire

### Années 1950
- 1950 : Francesco Jovine, Le terre del sacramento et Carlo Bernari, Speranzella
- 1951 : Domenico Rea, Gesù fate luce
- 1952 : Tommaso Fiore, Un popolo di formiche
- 1953 : Carlo Emilio Gadda, Novelle dal ducato in fiamme
- 1954 : Rocco Scotellaro, È fatto giorno
- 1955 : Vasco Pratolini, Metello
- 1956 : Carlo Levi, Le parole sono pietre et Gianna Manzini, La sparviera
- 1957 : Italo Calvino, Il barone rampante et Pier Paolo Pasolini, Le ceneri di Gramsci
- 1958 : 
  - Fiction : Tommaso Landolfi, Ottavio di Saint Vincent (Vallecchi)
  - Poésie : Salvatore Quasimodo, La terra impareggiabile (Mondadori)
  - Essai : Ernesto de Martino, Morte e pianto rituale nel mondo antico (Einaudi)
  - Première œuvre : Anita Fazzini, Ritorno in pianura (Ceschina)
  - Prix spécial :  Giuseppe Marotta (it), Marotta Ciak (Bompiani)
  - Prix spécial pour une enquête: Giovanni Passeri, Il pane dei carcamano (Parenti)
- 1959 : Marino Moretti, Tutte le novelle

### Années 1960
- 1960 : Giovanni Battista Angioletti, I grandi ospiti et Laudomia Bonanni L'imputata
- 1961 : Alberto Moravia, La noia
- 1962 : Giorgio Bassani, Il giardino dei Finzi Contini
- 1963 :
  - Carlo Ludovico Ragghianti, Mondrian e l'arte del XX secolo
  - Antonio Delfini, Racconti
  - Sergio Solmi, Scrittori negli anni
- 1964 : Giuseppe Berto, Il male oscuro
- 1965 : Goffredo Parise, Il padrone
- 1966 : Alfonso Gatto,  La storia delle vittime
- 1967 : Raffaele Brignetti, Il gabbiano azzurro
- 1968 : Libero Bigiaretti, La controfigura
- 1969 : Fulvio Tomizza, L'albero dei sogni
- 1970 : Nello Sàito, Dentro e fuori

### Années 1970
- 1971 : Ugo Attardi, L'erede selvaggio
- 1972 : Romano Bilenchi, Il bottone di Stalingrado
- 1973 : Achille Campanile, Manuale di conversazione
- 1974 : Clotilde Marghieri, Amati enigmi
- 1975 : Paolo Volponi, Il sipario ducale
- 1976 : Mario Tobino, La bella degli specchi, Dario Bellezza, Morte segreta et Sergio Solmi, La luna di Lafourgue
- 1977 : Davide Lajolo, Veder l'erba dalla parte delle radici
- 1978 : 
  - Antonio Altomonte (it), Dopo il presidente et Mario Luzi,Al fuoco della controversia
  - Essai : Ludovico Zorzi : Il teatro e la città
- 1979 : Giorgio Manganelli, Centuria

### Années 1980
- 1980 : Stefano Terra, Le porte di ferro
- 1981 : Enzo Siciliano, La principessa e l'antiquario
- 1982 : Primo Levi, Se non ora, quando ?
- 1983 :
  - Roman : Giuliana Morandini, Caffè specchi
  - Premier roman : Daniele Del Giudice, Le Stade de Wimbledon
  - Poésie : Maurizio Cucchi, Glenn
  - Essai : Gianfranco Folena, L'Italiano in Europa. Esperienze linguistiche del Settecento
  - Prix spécial : Luca Canali, Autobiografia di un baro
- 1984 : Gina Lagorio, Tosca dei gatti
- 1985 : Manlio Cancogni, Quella strana felicità
- 1986 : Marisa Volpi, Il maestro della betulla
- 1987 : Mario Spinella, Lettera da Kupjansk
- 1988 : Rosetta Loy, Le strade di polvere
- 1989 : Salvatore Mannuzzu, Procedure

### Années 1990
- 1990 : Luisa Adorno, Arco di luminara
- 1991 : Antonio Debenedetti, Se la vita non è vita
- 1992 : Luigi Malerba, Le pietre volanti
- 1993 : Alessandro Baricco, Oceano mare
- 1994 : Antonio Tabucchi, Sostiene Pereira
- 1995 : 
  - Maurizio Maggiani, Il coraggio del pettirosso
  - Elio Pagliarani, La ballata di Rudi
- 1996 : Ermanno Rea, Mistero napoletano et Alda Merini, Luisa Ballate non pagate
- 1997 : Claudio Piersanti, Luisa e il silenzio
- 1998 : Giorgio Pressburger, La neve e la colpa
- 1999 : Ernesto Franco, Vite senza fine

### Années 2000
- 2000 : Giorgio Van Straten, Il mio nome a memoria et Sandro Veronesi, La forza del passato
- 2001 : Niccolò Ammaniti, Io non ho paura, Michele Ranchetti, Verbale et Giorgio Pestelli, Canti del destino
- 2002 :
  - Roman : Fleur Jaeggy, Proletarka
  - Essai : Alfonso Berardinelli,
  - Poésie : Iolanda Insana, La stortura
- 2003 :
  - Roman : Giuseppe Montesano, Di questa vita menzognera
  - Essai : Salvatore Settis
  - Poésie : Roberto Amato, Les Cuisines Célestes
  - Prix spécial de la première œuvre : Gilberto Sacerdoti , Sacrifice et souveraineté
- 2004 :
  - Roman : Edoardo Albinati, Svenimenti
  - Essai : Andrea Tagliapietra, La virtù crudele
  - Poésie : Livia Livi, Antifona
- 2005 [3]:
  - Roman : Raffaele La Capria, L'estro quotidiano
  - Essai : Alberto Arbasino,  Marescialle e libertini
  - Poésie : Milo De Angelis, Tema dell'addio
  - Première œuvre : Alessandro Piperno, Con le pegiorri intenzono
- 2006 :
  - Roman : Gianni Celati, Vite di pascolanti
  - Essai : Giovanni Agosti, Su Mantegna I
  - Poésie : Giuseppe Conte, Ferite e rifioriture
  - Première œuvre : Roberto Saviano, Gomorra
- 2007 :
  - Roman : Filippo Tuena, Ultimo parallelo
  - Essai : Paolo Mauri (it), Buio
  - Poésie : Silvia Bre, Marmo
  - Première œuvre : non attribué. Mention spéciale aux finalistes : Simona Baldanzi, Figlia di una vestaglia blu; Paolo Colagrande (it), Fideg et Paolo Fallai (it), Freni
- 2008 :
  - Roman : Francesca Sanvitale, L'inizio è in autunno
  - Essai : Miguel Gotor, Aldo Moro. Lettere dalla prigionia
  - Poésie : Eugenio De Signoribus, Poesie. (1976 - 2007)
  - Première œuvre : non attribué
- 2009 :
  - Roman : Edith Bruck, Quanta stella c'è nel cielo (Garzanti)
  - Essai : Adriano Prosperi (it), Giustizia bendata (Einaudi)
  - Poésie : Ennio Cavalli, Libro Grosso (Aragno)

### Années 2010
- 2010 :
  - Roman : Nicola Lagioia, Riportando tutto a casa (Einaudi)
  - Essai : Michele Emmer, Bolle di sapone. Tra arte e matematica (Bollati Boringhieri)
  - Poésie : Pierluigi Cappello, Mandate a dire all'Imperatore (Crocetti)
- 2011 :
  - Roman : Alessandro Mari, Troppa umana speranza (Feltrinelli)
  - Essai : Mario Lavagetto (it), Quel Marcel! Frammenti dalla biografia di Proust (Einaudi)
  - Poésie : Gian Mario Villalta, Vanità della mente (Mondadori)
- 2012 :
  - Roman : Nicola Gardini, Le pariole perdute di Amelia Lynd (Feltrinelli)
  - Essai : Franco Lo Piparo, I due carceri di Gramsci (Donzelli)
  - Poésie : Antonella Anedda, Salva con nome (Mondadori)
- 2013 :
  - Roman : Paolo Di Stefano, Giallo d’Avola (Sellerio)
  - Essai : Giulio Guidorizzi (it), Il compagno dell’anima. I Greci e il sogno (Raffaello Cortina)
  - Poésie : Enrico Testa (it), Ablativo (Einaudi)
- 2014 :
  - Roman : Francesco Pecoraro, La vita in tempo di pace (Ponte alle Grazie)
  - Essai : Luciano Mecacci (it), La ghirlanda fiorentina (Adelphi)
  - Poésie : Alessandro Fo (it), Mancanze (Einaudi)
- 2015 :
  - Roman : Antonio Scurati, Il tempo migliore della nostra vita (Bompiani)
  - Essai : Massimo Bucciantini (it), Campo dei Fiori (Einaudi)
  - Poésie : Franco Buffoni (it), Jucci (Mondadori)
- 2016 :
  - Roman : Franco Cordelli Una sostanza sottile (Einaudi)
  - Essai : Bruno Pischedda, L'idioma molesto (Aragno)
  - Poésie : Sonia Gentili, Viaggio mentre morivo (Aragno)
- 2017 :
  - Roman : Gianfranco Calligarich, La malinconia dei Crusich (Bompiani)
  - Essai : Giuseppe Montesano Lettori selvaggi (Giunti)
  - Poésie : Stefano Carrai, La traversata del Gobi (Aragno)
- 2018 :
  - Roman (ex aequo) : Fabio Genovesi, Il mare dove non si tocca (Mondadori) et Giuseppe Lupo (it), Gli anni del nostro incanto (Marsilio)
  - Essai : Guido Melis (it), La macchina imperfetta. Immagine e realtà dello Stato fascista (Il Mulino)
  - Poésie : Roberta Dapunt (it), Sincope (Einaudi)
- 2019 :
  - Roman : Emanuele Trevi, Sogni e favole, (Ponte alle Grazie)
  - Essai : Saverio Ricci (it), Tommaso Campanella (Salerno editrice)
  - Poésie : Renato Minore (it), O caro pensiero, (Aragno)
  - Première œuvre : Giovanna Cristina Vivinetto, Dolore minimo (Interlinea)
  - Prix spéciaux : Eugenio Scalfari,  Sabino Cassese, Marco Bellocchio, Riccardo Muti et Gino Paoli[4].

### Années 2020
- 2020 :
  - Roman : Paolo Di Paolo (it), Lontano dagli occhi, (Feltrinelli)
  - Essai : Giulio Ferroni (it), L'Italia di Dante (La nave di Teseo)
  - Poésie : Luciano Cecchinel (it), Da sponda a sponda, (Arcipelago Itaca)
  - Première œuvre : Alberto Albertini, La classe avversa (Hacca)
  - Prix spéciaux : Franco Gabrielli, Natalia Aspesi (it), Massimo Bray, Ilaria Capua, Sandro Luporini (it), Dacia Maraini et Maurizio Serra[5].
- 2021 :
  - Roman : Edith Bruck, Il pane perduto (it), (La nave di Teseo)
  - Essai : Walter Siti, Contro l'impegno (Rizzoli) , Quel Marcel! Frammenti dalla biografia di Proust (Einaudi)
  - Poésie : Flavio Santi (it), Quanti - Truciolature, scie, onde. 1999-2019, (Industria&Letteratura)
  - Première œuvre : Alessandra Carati, E poi saremo salvi (Mondadori)
  - Prix spéciaux : Roberto Benigni, Annalena Benini (d), Igiaba Scego[6].
- 2022 :
  - Roman : Veronica Raimo (it), Niente di vero (Einaudi)
  - Essai : Silvia Ronchey (it), L'ultima immagine (Rizzoli)
  - Poésie : Claudio Damiani (it), Prima di nascere (Fazi)
  - Première œuvre : Pietro Castellitto, Gli iperborei (Bompiani)
  - Prix spéciaux : Wlodek Goldkorn (Prix international), Silvia Sciorilli Borrelli (it) (Prix journalisme), Agnese Pini (it) (mention spéciale)
- 2023 :
  - Roman : Niccolò Ammaniti, La vita intima (Einaudi)
  - Essai : Francesco Piccolo, La bella confusione (Einaudi)
  - Poésie : Vivian Lamarque (it), L'amore da vecchia (Mondadori)
  - Première œuvre : Pietro Santetti, Uomini di cavalli (Mondadori)
  - Prix spéciaux : Gian Arturo Ferrari (it) (Prix international), Nona Mikhelidze (Prix journalisme), Stefano Massini (Prix de la ville de Viareggio), Giampaolo Simi (Prix Tobino)